# Saulchoy-sous-Poix
Saulchoy-sous-Poix település Franciaországban, Somme megyében. Lakosainak száma 79 fő (2022. január 1.). Saulchoy-sous-Poix Éplessier, Équennes-Éramecourt, Lachapelle, Sainte-Segrée és Thieulloy-la-Ville községekkel határos.

## Népesség
A település népessége az elmúlt években az alábbi módon változott:
| Lakosok száma | 64   | 67   | 71   | 71   | 73   | 75   | 76   | 78   | 79   |
|               | 2013 | 2015 | 2016 | 2017 | 2018 | 2019 | 2020 | 2021 | 2022 |